# Dzikowo (województwo kujawsko-pomorskie)
Dzikowo – wieś w Polsce, położona w województwie kujawsko-pomorskim, w powiecie toruńskim, w gminie Obrowo.
| SIMC    | Nazwa     | Rodzaj    |
| ------- | --------- | --------- |
| 0847417 | Antoniewo | część wsi |
| 0847423 | Chrapy    | kolonia   |

Wieś położona nad Jeziorem Dzikowskim, około 3 km na północny zachód od Osieka. Jezioro ma 7 ha powierzchni i jest otoczone lasem. Głębokość maksymalna wynosi 18 m, a średnia około 2 m. Jezioro posiada tzw. podwójne dno: pierwsza warstwa składa się z bujnych zarośli wodnych i gałęzi spadających z drzew, natomiast druga jest mulista.
W latach 1975–1998 miejscowość administracyjnie należała do województwa toruńskiego. Według danych Urzędu Gminy Obrowo (31.12.2018 r.) liczyła 472 mieszkańców.